# St Kilda
St Kilda (Schots-Gaelisch: Hiort) is een archipel bij de Buiten-Hebriden zo'n 150 km buiten de Schotse kust waarvan de belangrijkste eilanden Hirta (Hiort), Soay (Soaigh), Dun (Dùn) en Boreray (Boraraigh) zijn. Deze zijn van de Britse eilanden de meest afgelegene, op de rotspunt Rockall na. De gezamenlijke oppervlakte bedraagt circa 840 hectare en de archipel is van vulkanische oorsprong, net als het al eerder genoemde Rockall en de daartussenin gelegen onderzeese Anton Dohrn Seamount. Het centrum van de vulkaan lag tussen Boreray en Hirta. Dit laatste eiland wordt overigens ook vaak als St Kilda aangeduid, aangezien het het enige bewoonde is geweest.
De oorsprong van de naam van de archipel is onduidelijk aangezien er nooit een heilige genaamd Kilda heeft bestaan. De naam zou een verbastering zijn van het Oudnoordse sunt kelda (zoet bronwater) of skildir (schilden).

## Geschiedenis
Het enige van de eilanden dat in recente tijd nog bewoond is geweest is Hirta, maar ook op Boreray zijn oude sporen van bewoning gevonden. Archeologische vondsten suggereren dat Saint Kilda 4000 à 5000 jaar geleden voor het eerst werd bewoond. De eilanden zijn al sinds de oudheid bekend en werden al vroeg door missionarissen aangedaan. Niet zonder succes blijkbaar, want in 1697 telde Hirta drie kerken op een totaal van 180 inwoners, het grootste aantal dat er ooit heeft gewoond. Hun taal was een Schots-Gaelisch dialect met Noorse invloeden, aangezien de Noormannen ook weleens een bezoekje hadden gebracht. Na de pokkenepidemie van 1727 werd het eiland grotendeels opnieuw bevolkt vanuit Skye en eeuwen later was dat nog aan de lokale tongval te horen.
De St-Kildanen hielden er economisch een geheel eigen levenswijze op na en hielden zich voornamelijk bezig met het vangen van zeevogels en het verzamelen van eieren op de klippen. Aan zeevaart en visserij deden ze niet - daarvoor was de zee te ruw en het weer te onbetrouwbaar - en tot het midden van de 19e eeuw werd er mogelijk geen geld gebruikt, echter toen Sir Thomas Dyke Achland bij zijn tweede bezoek in 1834 merkte dat er sinds zijn vorige bezoek in 1812 weinig veranderd was, liet hij £20,- achter voor het bouwen van nieuwe huizen, dus geld speelde toen wel al een rol. In die tijd overtuigde de nieuwe dominee Neil MacKenzie (1829-1843) de bevolking van een toen gebruikelijke landhervorming. Zodoende werden de huizen naast elkaar op de rechte 'dijk' gebouwd, (zoals dat nu nog steeds herkenbaar is) en het bouwland werd niet meer jaarlijks verloot ('run rig'), maar elke familie kreeg een eigen stukje grond tussen de kust en de 'dijk'.
St Kilda is meer dan 500 jaar bezit geweest van de familie MacLeod, aan wie de St.-Kildanen ook belasting moesten afdragen: duizend yard zelfgeweven tweed. Modern comfort was op het eiland afwezig en een regelmatige bootverbinding ontbrak. Na de introductie van het geld moesten de eilanders 2 pond per boerderij, 7 shilling per koe en 9 dime per schaap afdragen. Aldus brachten de 77 bewoners van Hirta in 1883 in totaal 95 pond bijeen. Zes dagen per week kwamen alle mannen bijeen in het "parlement" om te beslissen wat er die dag gedaan moest worden, maar volgens ex-bewoners lag het anders en hadden externe verslaggevers de bestuursfunctie niet goed begrepen: de belangrijkste beslissing was het jaarlijks verdelen van de klippen voor het oogsten van papegaaiduikers.
Het werk was levensgevaarlijk. Er waren op St Kilda veel meer huwbare vrouwen dan mannen. Werd het eiland "regelmatig geteisterd" door hongersnoden, zoals sommigen schrijven? Zolang er genoeg mannen in de kracht van hun leven waren, kon er voldoende verzameld en geoogst worden. Aangezien het zo afgelegen was waren de bewoners niet resistent tegen allerlei ziekten die buitenstaanders meenamen. Volgens eigen zeggen werden ze na elk bezoek van vreemden allen verkouden (de 'cnatan nan gall'). In 1727 stierven 94 inwoners aan de pokken, één bewoner was daaraan gestorven toen hij op Harris was; toen zijn kleren naar zijn eigen eiland werden teruggestuurd, infecteerde dat het hele eiland. Slechts 4 volwassenen en 26 wezen overleefden het (mogelijk meer, 3 mannen en 8 jongens waren op het rotseiland 'Stac an Armuinn' en werden pas na negen maanden opgehaald - het kan zijn dat deze 11 niet in die andere telling zijn meegeteld). Het eiland werd opnieuw bevolkt vanuit Skye en Berneray. In het begin van de daarop volgende eeuw dunde emigratie de bevolking van het eiland nog niet heel erg uit. In 1852 bijvoorbeeld probeerden 36 St-Kildanen naar Australië te emigreren, maar 20 van hen stierven aan boord of in de daarop volgende quarantaine aan de mazelen. Hun achtergebleven vrienden hoorden dat negen maanden later en de emigratie stokte vooralsnog.
In 1865 werd de (volgens sommigen godsdienstwaanzinnige) dominee John Mackay op het eiland aangesteld. Naar verluidt pookte dat de vermeende zwaarmoedigheid van de St-Kildanen nog eens flink op. Kerkbezoek was vijf dagen per week verplicht en op zondag zat men de gehele dag in de kerk, mocht er geen water worden gehaald en mochten er geen koeien worden gemolken. Van zaterdagavond tot maandagmorgen was praten verboden, als het echt niet anders kon mocht men wel fluisteren, maar zingen of fluiten waren uitgesloten. Op zekere zaterdag kwam een schip voedsel brengen voor de uitgehongerde eilanders, maar dit mocht pas op maandag worden uitgeladen. In oktober 1889 verliet Mackay de archipel.
Hirta had geen haven. John Sands (zie onder) heeft met een aanbevelingsbrief van dominee Mackay bewerkstelligd dat er eind negentiende eeuw een stoomverbinding kwam, maar die boot kwam uitsluitend in de zomermaanden. In noodgevallen en voor toeristen werd de uitgaande post wel in een modelboot in zee gegooid, met daaraan een van schapenvacht gemaakte drijfboei, die op het vasteland diende aan te spoelen. Volgens buitenstaanders kwam meer dan de helft van deze zendingen nooit aan. Als de wind uit het noordwesten kwam, werd twee derde gevonden op de Schotse westkust. De lokale bewoner Donald MacQueen vertelde in Gaelisch interview wat een gunstige conditie was: als het bij een zeer heftige zuidzuidwesterstorm in zee werd gegooid, kon de post binnen drie dagen op de Shetland eilanden aanspoelen.
Een belangrijke aanslag op de bevolking was tetanus bij pasgeboren baby's. In de 19e eeuw was dit endemisch in Ierland, West-Schotland en IJsland. Het stond bekend als de 'vijfdenachtsziekte' omdat de baby op de vijfde of zesde nacht stierf. Op Kilda heette het de 'achtstedagziekte' en tussen 1856 en 1865 stierven daaraan 13 van de 23 pasgeboren kinderen. De ziekte werd pas overwonnen toen de hygiënische omstandigheden verbeterden. Dominee Angus Fiddes haalde twee verpleegsters vanaf het hoofdland, maar die werden niet vertrouwd. Daarop ging de dominee zelf naar Glasgow voor een instructie door professor Reid en na zijn terugkomst stierven er geen kinderen meer aan tetanus. Ondanks incidentele voedseltekorten en een griepepidemie in 1913, bleef de bevolking stabiel tussen de 75 en 80. Toen in 1917 Huis No. 4 leeg bleef, wist ter plekke iedereen dat het niet meer bewoond zou worden - een dagelijkse herinnering voor allen dat de gemeenschap op haar retour was. Er waren geen huwelijken van neef en nicht, maar in 1851 waren reeds 5 van de 14 huwelijken neef en nicht in de tweede graad en die problematiek zou weldra nijpender worden. Welke vrouw zou willen trouwen om daar te gaan wonen? Eéntje deed dat: Ann MacLeod uit Harris trouwde in 1912 met Ewen Gillies uit St Kilda en ze kregen dochter Mary Ann in 1915, maar Ewen verdronk in het jaar daarop.
Tijdens de Eerste Wereldoorlog installeerde de marine een permanente radioverbinding. Het radiostation werd in 1918 door een Duitse onderzeeër verwoest. Na de Eerste Wereldoorlog verliet het grootste deel van de jonge mannen het eiland en de bevolking daalde van 73 in 1920 tot 37 in 1928. In de jaren twintig was er een opeenvolging van misoogsten en in 1926 stierven 4 mannen aan influenza. Op 28 augustus 1930 hielden de laatste 36 St-Kildanen het voor gezien: de familie MacKinnon (10 personen) besloot dat ze zou vertrekken - ongeacht wat de anderen 26 bewoners zouden doen - en daarmee werd de gemeenschap te klein om op het eiland overleven. Onder de meisjes was er maar één niet een directe nicht van de jongens. Toen een oude ex-bewoner werd gevraagd wat het voor hem betekende om als jonge man het eiland te verlaten, antwoordde hij dat hij dan een meisje kon krijgen en hij prees dat dit zo was. Men stuurde een door de verpleegster en de kerkelijk werker opgestelde petitie aan de regering en de gemeenschap liet zich door de HMS Harebell naar het vasteland overbrengen.
Sir Reginald MacLeod verkocht de archipel in 1932 aan een ornitholoog, die maakte er een vogelreservaat van en liet het na zijn dood na aan het National Trust for Scotland.
Ter gelegenheid van de tachtigste verjaardag van die evacuatie hielden wetenschappers, nazaten en andere betrokkenen in augustus 2010 een driedaagse conferentie op Benbecula om verschillende opvattingen, misvattingen en mythes over de voormalige bewoners van St Kilda te toetsen. De meer dan 700 boeken over het eiland vallen vaak terug op verslagen van passanten die niet of nauwelijks Gaelisch spraken, weinig respect voor de bevolking toonden, de gemeenschap van St. Kilda niet vergeleken met overeenkomstige autochtone gemeenschappen in de Buiten-Hebriden (die werden niet door hen bezocht) en die ook de typische devotie niet snapten. Veel auteurs vielen voor hun beoordeling terug op John Sands (dezelfde man die de stoomverbinding invoerde) maar wat Sands schreef was allerminst neutraal, of op Robert Connell, correspondent van de Glasgow Herald (die in 1885 meekwam met een zending hulpgoederen na een grote storm) maar Connell schreef met veel minachting over de bevolking en haar godsdienst. Echter, op de conferentie van 2010 concludeerden verscheidene sprekers uit verschillende vakgebieden dat het sociale klimaat in de kern niet anders was dan die van andere Gaelisch sprekende gemeenschappen in de Noordelijke Hooglanden en de Hebriden. De eerder genoemde dominee John Mackay was misschien wel wat bekrompen maar in grote lijnen onderscheidde hij zich niet wezenlijk van andere dominees uit zijn tijd en kerk. Op de conferentie stelde Donald E. Meek dat de bewoners de manier waarop zij hun christelijk geloof praktiseerden zelf passend vonden: "het werkte voor hen".
Hirta is op dit moment overigens niet onbewoond: een kleine groep soldaten en burgers bemant de radarbasis die er in 1957 is gebouwd. Op de genoemde conferentie van 2010 werd een van hen geciteerd: "wij zijn deel van St Kilda ... er is een hedendaagse gemeenschap". (bron: Boudewijn Büch, Eilanden deel 1, de ergste misvattingen daaruit enigszins verbeterd aan de hand van: Bob Chambers (Ed.) 'Rewriting St Kilda, New Views on Old Ideas' The Proceedings of a three-day Conference held in the Isle of Benbecula. 11-14 August 2010.)

## Natuur
De St Kilda-archipel is de belangrijkste broedplaats voor zeevogels in Noordwest-Europa en Schotlands eerste plaats op de Werelderfgoedlijst. De grootste kolonie zeekoeten ter wereld bevindt zich op de eilanden, alsmede de grootste kolonies papegaaiduikers en noordse stormvogels van Groot-Brittannië. In totaal broeden er meer dan een miljoen vogels op de kliffen.
De laatste reuzenalk van de Britse eilanden zou in 1840 door de eilanders zijn gedood - naar verluidt dachten ze dat het een heks was die een storm had veroorzaakt. De laatste exemplaren ter wereld werden in 1844 op IJsland gedood.
Ook bezitten of bezaten de eilanden, met name Hirta, een aantal eigen diersoorten zoals het St Kilda-winterkoninkje (naar schatting 113-117 paar) en de na het verlaten van Hirta uitgestorven St Kilda-huismuis en St Kilda-veldmuis, die verwant zouden zijn aan Scandinavische populaties en dus waarschijnlijk door de Noormannen zijn meegenomen.
Het eiland Soay herbergt de oorspronkelijke populatie van het Soayschaap en het vroeger als schapenweide gebruikte Boreray verwilderde schapen van het ras Old Scottish Blackface. Ook bestond vroeger het zogenaamde St Kilda-schaap, een op de archipel ontstane kweekvorm.